# Девана
Девана, Дівана, Зівана, Дзівана (Dziewanna, Dziewonna) — у слов'янській міфології богиня полювання, дружина бога лісів Святобора, дочка Перуна та Діви-Додоли (Перуниці). Греки називали її Артемідою, римляни — Діаною.
Слов'яни уявляли богиню у вигляді молодої, вродливої та сильної дівчини, зодягненої у багатий кожух з куниці, оторочену білячим хутром. Поверх шуби Девана одягала ведмежу шкуру, а голова звіра служила їй шапкою. З собою донька Перуна носила лук зі стрілами, гострий ніж та рогатину, з якою ходять на ведмедя.
Девану в першу чергу шанували мисливці та звіролови, вони молили богиню дарувати удачу в полюванні, а в подяку приносили частину своєї здобичі до її святилища. Вірили, що саме вона допомагала відшукати в густому лісі таємні стежки тварин, уникати сутичок з вовками і ведмедями, а якщо зустріч таки відбулася, вийти людині з неї переможцем. При цьому вважалося, що богиня не сприймає безглуздих вбивств, наприклад, полювання заради розваги. Людей, що скоїли подібне злодіяння, Девана карала досить ефектно — насилала на них отруйних змій, чия отрута вбивала повільно й болісно.
Вважалося, що Девана не просто захищає лісових звірів. Вона вчила їх переносити суворі зими, уникати природних небезпек, а також допомагала перехитрити мисливців. При цьому й самим мисливцям Девана іноді допомагала, тим самим зберігаючи природний баланс.
Своєю пристрастю полювати саме в місячні ночі Дівана частково нагадує грецьку Артеміду, богиню полювання.